# Roudsar
Roudsar (en persan : رودسر / Rudsar) ou Rud-i Sar, qui s'est appelée Hawsam au Moyen Âge, est une ville située dans la province de Guilan, sur la côte de la mer Caspienne,  en Iran. Ancien centre daylamite.
Rud-Sar bénéficie d'un climat tempéré humide. Elle est au centre d'une plaine fertile. L'économie locale est basée sur la pêche et l'agriculture. Les principales productions sont le riz, le thé, les citrons et la soie.